# Cassipourea mollis
Cassipourea mollis là một loài thực vật có hoa trong họ Rhizophoraceae. Loài này được (R.E.Fr.) Alston mô tả khoa học đầu tiên năm 1922.